# Digitální propast
Digitální propast (též jako digitální rozdělení, anglicky digital gap nebo digital divide) vyjadřuje propast mezi těmi, kteří disponují přístupem k technologiím (jako je internet, nebo také chytré telefony, tablety a notebooky), a těmi, kteří tento přístup nemají. Jde o ekonomickou a sociální nerovnost mezi skupinami osob v dané populaci, která úzce souvisí s přístupem, užitím a znalostí informačních a komunikačních technologií (ICT). Pojem je rozšířením obecného pojmu ze sedmdesátých let 20. století vědomostní propast.
Jan van Dijk ve své knize The Network Society (původní nizozemské vydání z roku 1991) představil koncept síťové společnosti a tento koncept rozšířil pojmem digitální propast v knize The Deepening Divide, Inequality in the Information Society (2005). Přenesl pozornost od fyzických bariér komunikace k rozdílům ve schopnostech a dovednostech uživatelů (mediální gramotnost, informační gramotnost). Jasný původ termínů však není zcela jistý.
Digitální propast v různých státech se může vztahovat k jednotlivcům, domácnostem či k obchodním a geografickým oblastem, obvykle na rozdílných úrovních v socioekonomických nebo jiných demografických kategoriích. Propast mezi různými zeměmi a regiony světa je označována jako globální digitální propast, a to z hlediska technologické vyspělosti rozvojových a rozvinutých zemí v mezinárodním měřítku. Propast vzniká i mezi jednotlivými generacemi, kdy mladší lidé rychleji přijímají do běžného života elektronické technologie rychleji než generace seniorů.

## Globální digitální propast

Uživatelé internetu v roce 2012 jako procento obyvatelstva dané země.Zdroj: International Telecommunications Union.

Řada autorů se zmiňuje také o globální digitální propasti (global digital divide), která existuje na státní úrovni. Světové mezinárodní organizace jako UNESCO, Evropská unie a OECD na tento problém ustavičně poukazují. Průzkumy týkající se rozšíření internetu po světě naznačují velké rozdíly mezi jednotlivými světovými regiony. Vede Severní Amerika a západní Evropa s Austrálií. Západní země vlastní většinu informačních technologií a prostředků. Přes internet se zde operuje s obrovským množstvím kapitálu a finančních toků a tento objem se pořád zvyšuje. Naopak země třetího světa jsou na tom o poznání hůře, velká část obyvatel například zatím vůbec do kontaktu s technologiemi ani neměla možnost přijít nebo jen velmi omezeně (např. i kontakt s televizí, telefonem atd.). Nejpomaleji se pokrok rozmáhá v Africe, hlavně v subsaharských zemích.

## Okolnosti vzniku digitální propasti
Okolnosti vzniku digitální propasti souvisí s ekonomickým rozvojem země. Ale kromě ekonomického rozvoje záleží také na lidském kapitálu, výši poplatků za internet, technickém vybavení a také na technických dovednostech, na úrovni vzdělání a jazykových znalostech. Přístup k internetu a práce s ním se liší také v souvislosti s povoláním, vzděláním, pohlavím a věkem (např. nižší míra využití internetu manuálně pracujícími). Použití technologií je vzájemně propojené. Takže tam, kde například není běžně rozšířený ani telefon, bychom těžko hledali rozšířené připojení k internetu. Chudé země, které jsou vyloučeny z informačních a komunikačních toků internetu, většinou ani nedisponují širokým rozšířením masových médií jako televize nebo tištěná média.
Rozdíly tak mohou vznikat mezi občany vyspělých průmyslových států a mezi občany zemí třetího světa, kde je možnost přístupu k internetu minimální. V lokálním měřítku pak nastávají rozdíly mezi více a méně vzdělanými lidmi, mezi lépe a hůře finančně zajištěnými atd. Internet tak může působit jako nástroj pro vytváření sociální nerovnosti. Lidé, kteří jeho služby využívají, těží z jeho pozitiv. Mohou přes něj nakupovat, komunikovat, číst zprávy nebo třeba platit v bance. V době, kdy je email samozřejmostí, se mnoho služeb přesouvá na síť. Ti, kteří internet nemají nebo ho neumí používat, přicházejí o řadu možností, což je znevýhodňuje. Fenomén digitální propasti tak může způsobit jejich vyloučeni ze společnosti.

## Vývoj a řešení problému
Pesimisté se domnívají, že nové technologie sociální situaci nevyřeší, že mají spíše tendenci kopírovat sociální nerovnost a posilovat status quo. Podle názoru optimistů se tento rozdíl srovná postupně časem, je to tedy dočasná záležitost. Kyberoptimisté věří, že alespoň v ekonomicky vyspělých zemích se tato propast rozplyne.